# Thekla (lutadora)
Thekla Kaischauri (Viena, 30 de abril de 1993) mais conhecida pelo seu nome de ringue Thekla, é uma lutadora profissional austríaca. Ela trabalha atualmente para a All Elite Wrestling (AEW). Ela é mais conhecida por seu tempo na World Wonder Ring Stardom, onde foi membro do grupo H.A.T.E.
Thekla é uma ex-campeã uma vez do Artist of Stardom Championship e uma vez do SWA World Championship. Ela também é conhecida pelo seu tempo na Ice Ribbon.

## Carreira na luta livre profissional

### Circuito independente (2017–2021)
Thekla fez sua estreia no wrestling profissional em 2017, competindo na austríaca WUW.
Thekla lutou por várias promoções independentes de wrestling no Japão, como Frontier Martial-Arts Wrestling, Gleat, Seadlinnng e World Woman Pro-Wrestling Diana.

### Ice Ribbon (2019–2021)

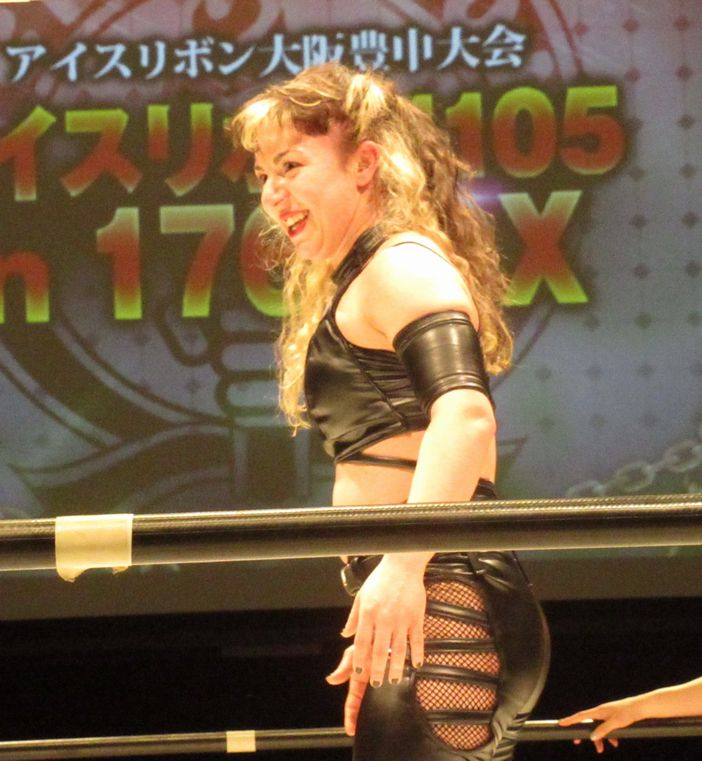
Kaischauri em março de 2021.

Thekla fez sua primeira aparição na Ice Ribbon em 27 de julho de 2019, quando fez equipe com Hamuko Hoshi e Suzu Suzuki em uma luta de trios, mas perderam para Asahi, Matsuya Uno e Tsukasa Fujimoto. Em 23 de fevereiro de 2021, Thekla desafiou Tsukushi Haruka pelo IW19 Championship, mas não teve sucesso. Em 21 de abril de 2021, Thekla desafiou Risa Sera pelo FantastICE Championship, mas novamente não conseguiu conquistar o título.

### World Wonder Ring Stardom (2021–presente)
Thekla e Mirai continuaram atacando diversas lutadoras da World Wonder Ring Stardom sob máscaras desde o início do primeiro evento da trilogia Super Wars, que aconteceu de 3 de novembro a 18 de dezembro de 2021. Em 25 de dezembro, Giulia anunciou que ambas as lutadoras mascaradas se juntariam à sua unidade Donna Del Mondo no início de 2022. Em 3 de janeiro de 2022, Thekla e Mirai foram reveladas como as atacantes mascaradas e se uniram a Giulia para derrotar as Cosmic Angels (Tam Nakano, Unagi Sayaka e Mai Sakurai).
No Stardom Nagoya Supreme Fight, em 29 de janeiro de 2022, Thekla derrotou Mina Shirakawa para conquistar o SWA World Championship, que estava vago. No Golden Week Fight Tour, em 5 de maio, Thekla perdeu o SWA World Championship para Mayu Iwatani. No Flashing Champions, em 28 de maio, Thekla desafiou sem sucesso AZM pelo High Speed Championship. Thekla foi anunciada como uma das participantes do 5 Star Grand Prix de 2022, competindo no bloco Red Stars. No entanto, ela não pôde competir no torneio devido a lesões.
Em 27 de maio de 2023, no Flashing Champions 2023, Thekla, Giulia e Mai Sakurai, também conhecidas como as Baribari Bombers, derrotaram o time REStart para conquistar o Artist of Stardom Championship. No New Years Stars 2024, em 3 de janeiro de 2024, as Baribari Bombers participaram do 2024 Triangle Derby. Após chegarem à final e decidirem defender o Artist of Stardom Championship, elas perderam a luta e os títulos para o time Abarenbo GE.

## Vida pessoal
Antes de sua carreira no wrestling profissional, Thekla fez parte de uma banda de punk rock. Ela obteve um mestrado em belas artes e desenha seu próprio uniforme de wrestling. Em 2020, Thekla se mudou para o Japão.

## Títulos e prêmios
- Ice Ribbon

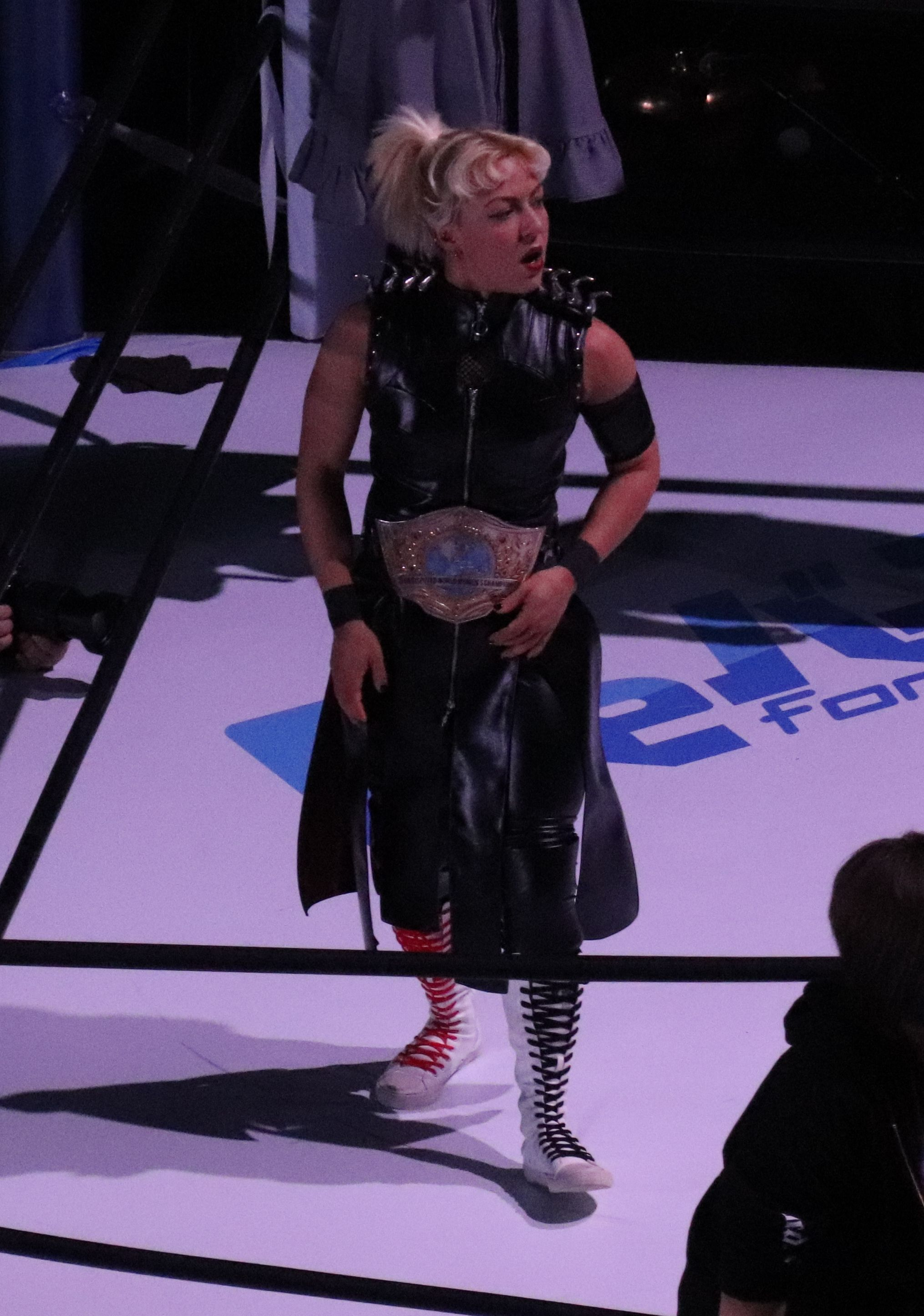
Na Stardom, Thekla conquistou uma vez o SWA World Championship.

  - Triangle Ribbon Championship (1 vez)[24]
  - WUW Underground Wrestling Women's Championship (2 vezes)
- Pro Wrestling Illustrated
  - PWI a colocou na #69ª posição das 150 melhores lutadoras individuais no PWI Women's 150 em 2022[25]
- World Wonder Ring Stardom
  - Goddess of Stardom Championship  (1 vez) – com Momo Watanabe
  - Artist of Stardom Championship (1 vez) – com Giulia e Mai Sakurai[22]
  - SWA World Championship (1 vez)[16]
  - 5★Star GP Awards (1 vez)
    - Prêmio Blue Stars de Melhor Luta (2024) vs. Suzu Suzuki em 20 de agosto no Blue Stars B[26]